# Modello di nudo
(Public Opinion, 1890, p. 138)

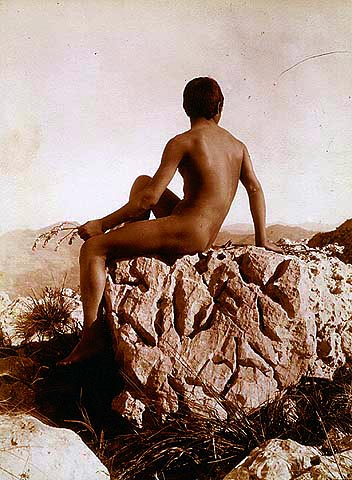
Una fotografia di Wilhelm von Gloeden ritraente un giovane modello nudo.

Un modello di nudo (modella di nudo al femminile) è un modello che posa svestito per gli artisti, gli studenti delle accademie d'arte o dei corsi d'arte. Le quattro forme d'arte più comuni che utilizzano dei modelli di nudo sono il disegno, la pittura, la scultura e la fotografia.

## Caratteristiche

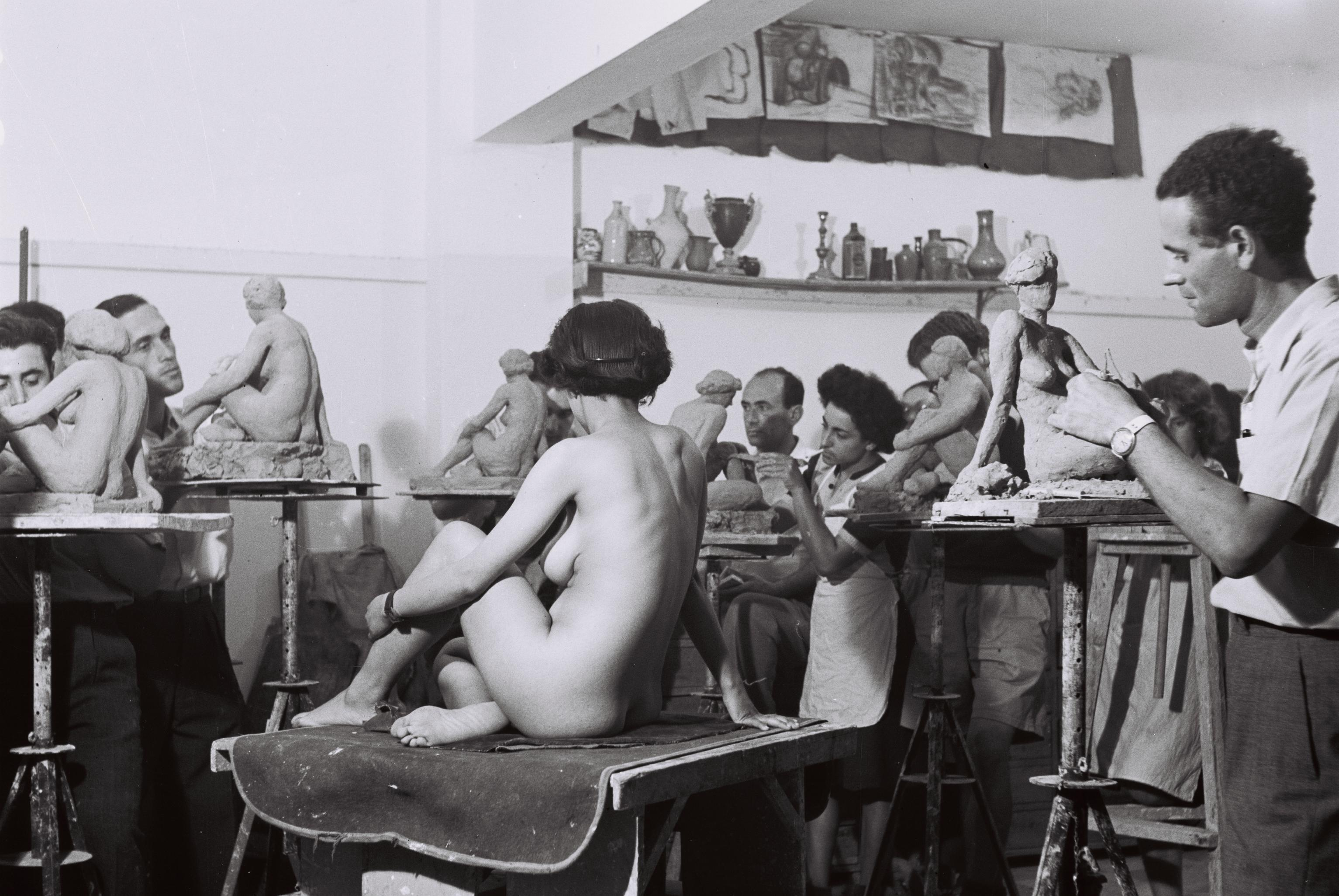
Una modella in posa durante una lezione d'arte all'Istituto Avni di Belle Arti di Tel Aviv.

Nel corso della storia dell'arte, il modello nudo è servito come base per lo studio del corpo umano e dell'anatomia. Nell'educazione artistica classica si insegna soprattutto a disegnare il corpo umano, attraverso un bozzetto, in tutte le sue forme, età ed etnie. Non sono presenti restrizioni dirette sulla scelta del modello. Lo studio della figura umana a partire dai modelli è attestato almeno a partire dal tardo Rinascimento. Oggi i modelli di nudo vengono impiegati soprattutto nelle accademie di arte e nei corsi artistici.

### Posa
Le pose dei modelli possono essere suddivise in tre categorie: pose in piedi, da seduti e da sdraiati.  Alcune di queste pose, come il contrapposto classico, sono difficili da sostenere per lunghi periodi di tempo. Gli artisti e gli insegnanti d'arte spesso scelgono delle pose che coinvolgono la muscolatura del soggetto rappresentato. Le sessioni di posa possono variare da pochi minuti a qualche ora: quelle di durata più breve solitamente servono per la realizzazione dei bozzetti.

## Storia

### Grecia antica

Un dipinto di François-André Vincent raffigurante Zeusi che sceglie le modelle per il ritratto di Elena.

Gli antichi Greci, per i quali la nudità era qualcosa di quotidiano (si pensi alle Ginnopedie a Sparta), raffiguravano molto spesso la nudità (soprattutto maschile) nella scultura, in contesto atletico, eroico o mitologico. Nell'età arcaica e in quella dello stile severo, il corpo umano e il volto del soggetto scolpito erano per lo più idealizzati, ma fu con la seconda metà del V secolo a.C., con l'età classica, che le statue cominciarono a essere raffigurate in modo più realistico partendo da dei modelli. 
Lo scultore greco antico Prassitele fu il primo autore di una statua raffigurante un nudo femminile nella storia dell'arte greca, l'Afrodite cnidia, e prese come modella per quest'opera l'etera Frine. Lo scultore diede quindi alla statua le fattezze della modella alla quale si ispirava, invece di scolpire un volto idealizzato. Lo storico romano Valerio Massimo racconta che il pittore Zeusi, non riuscendo a trovare una modella adatta alla realizzazione di un ritratto di Elena di Troia, scelse cinque diverse modelle della città di Crotone per unire le loro sembianze in una bellezza ideale. Un'altra celebre modella che posò nuda nel mondo antico fu l'etera Campaspe, che ispirò il pittore Apelle per un dipinto raffigurante la dea Afrodite mentre esce dal mare (Afrodite anadiomene). Secondo Plinio il Vecchio (Storia naturale, XXXV, 79-97) Alessandro Magno, per cui Apelle lavorava come pittore di corte, arrivò a concedere Campaspe al pittore che si era innamorato di lei (anche se l'episodio potrebbe essere apocrifo).

### Rinascimento
Dopo il Medioevo, durante il quale il nudo artistico era molto raro, con il Rinascimento gli artisti rincominciarono a creare delle opere d'arte aventi come soggetto la nudità (per esempio, Beato Angelico e Luca Signorelli dipinsero molte figure nude negli affreschi della cappella di San Brizio nel duomo di Orvieto).
Gli artisti spesso utilizzavano come modelli per i loro dipinti degli amici o dei conoscenti, come testimoniano alcuni schizzi e dipinti di Leonardo da Vinci che raffigurano il suo allievo Gian Giacomo Caprotti, detto "Salaì": ne è un esempio il cosiddetto disegno "dell'Angelo incarnato", che raffigura una figura dai tratti androgini, avente i seni pronunciati e il fallo eretto. In alcuni casi molto rari il volto di una persona poteva essere unito a un corpo idealizzato o a quello di un modello: si ipotizza che il volto di Venere nel dipinto Nascita di Venere di Sandro Botticelli sia quello della nobildonna ligure Simonetta Vespucci (che era già morta quando l'artista realizzò l'opera) unito al corpo di una modella ignota (in quanto allora era inconcepibile che una persona di alto lignaggio posasse senza veli per un artista).
Raffaello Sanzio è stato uno dei primi artisti del Rinascimento a prendere delle donne vere come modelle, in quanto fino ad allora si adoperavano dei maschi in età adolescenziale con dei seni posticci. Tra le sue opere più famose si cita il dipinto La Fornarina, raffigurante la sua modella e amante Margherita Luti a petto nudo. Esistono molti disegni di Raffaello che sono degli studi preparatori per le composizioni pittoriche da lui dipinte nei quali egli ritrasse dei modelli nudi per studiare la figura umana sottostante le vesti che avrebbe aggiunto nella traduzione pittorica. Un esempio è lo studio di due soldati per la Battaglia di Ostia, che egli "mandò ad Alberto Dürer in Norimberga per dargli una prova della sua arte". Anche il suo allievo Perino del Vaga riprese in alcuni casi questa tecnica nei disegni che studiavano le varie pose e gli atteggiamenti delle figure.
Nel 1538 Tiziano Vecellio dipinse il celebre dipinto Venere di Urbino, raffigurante una donna nuda sdraiata su un letto: si ritiene che la modella di questo quadro, il cui volto si ritrova anche nel dipinto La Bella dello stesso artista, sia stata una cortigiana o un'amante di Tiziano, ma non si hanno notizie certe sulla sua vera identità.

### Neoclassicismo

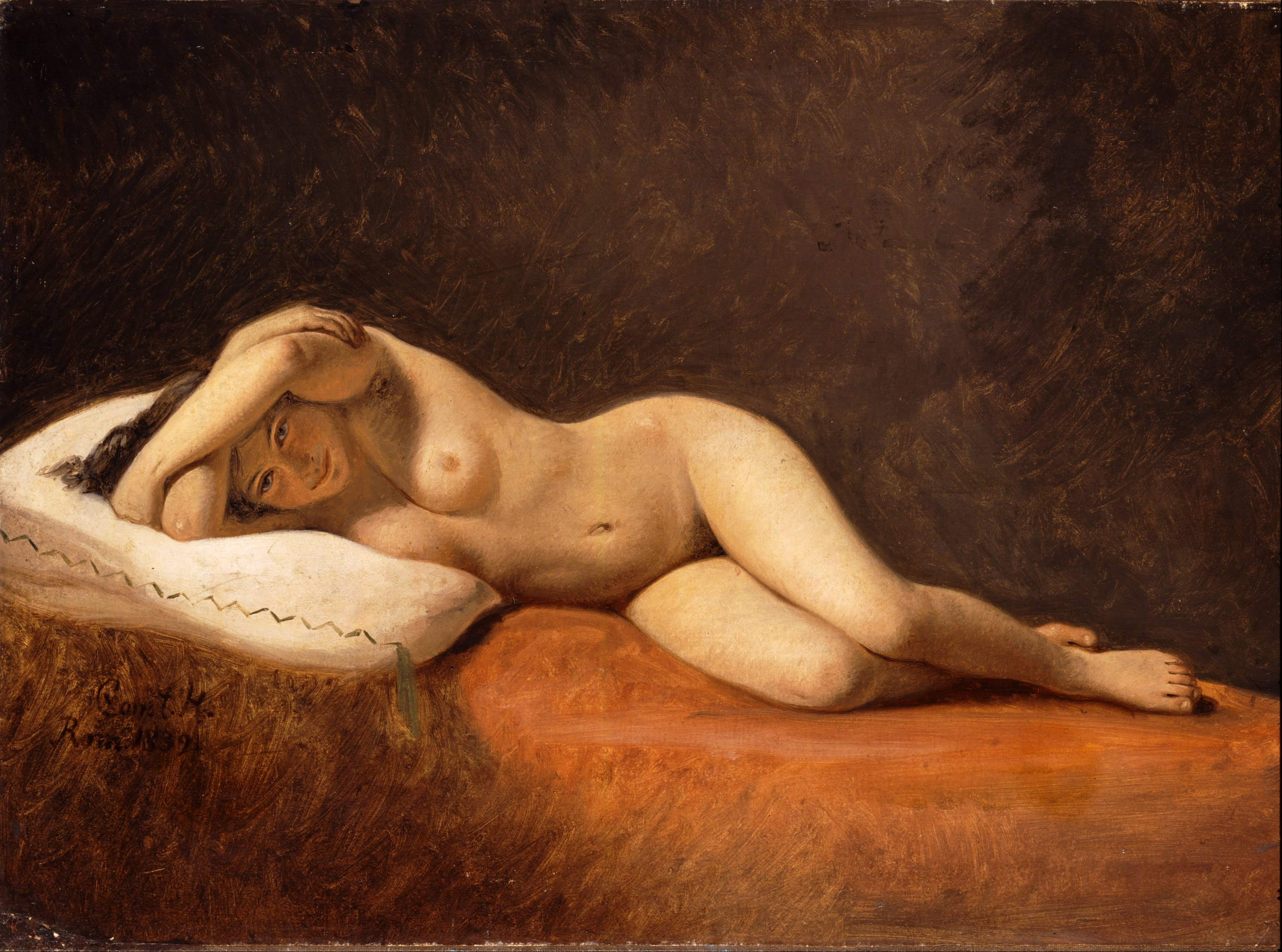
Constantin Hansen, Modella in riposo, 1839

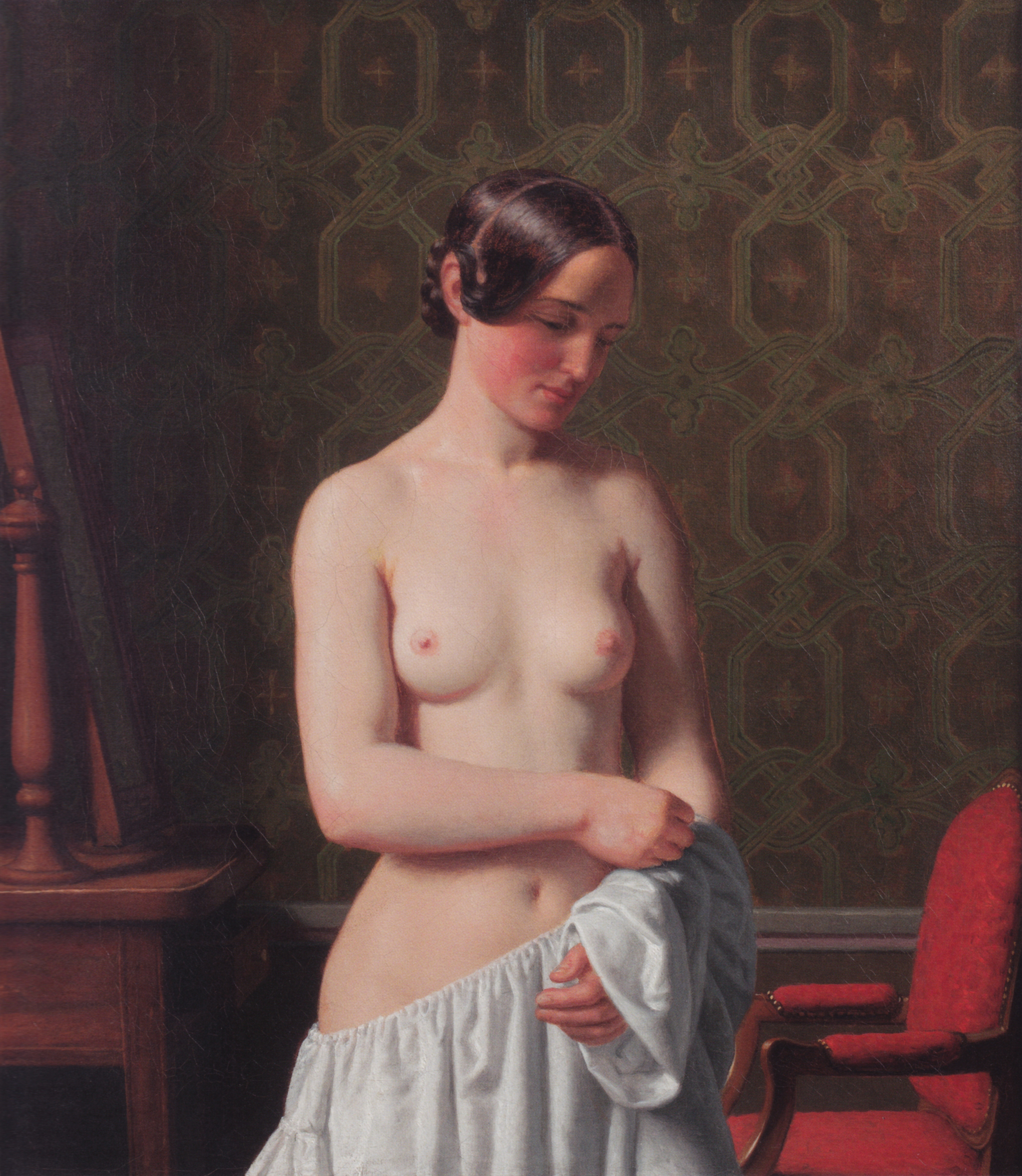
Una modella seminuda ritratta da Christoffer Wilhelm Eckersberg, nel 1844.

In epoca moderna, con la riscoperta dell'arte classica (che avrebbe portato alla nascita del neoclassicismo) e la nascita delle accademie di belle arti, i modelli di nudo cominciarono a venire impiegati a livello professionale. Il pittore del secolo d'oro danese Christoffer Wilhelm Eckersberg introdusse le modelle di nudo femminile all'Accademia di belle arti della Danimarca e ritrasse del modelli artistici a Parigi e a Roma. In quest'ultima città, in particolare, soggiornarono molti artisti nordici durante la prima metà dell'Ottocento, anche perché nell'Urbe era più facile accedere ai modelli d'arte.
Lo storico Just Mathias Thiele nella sua opera Thorvaldsens Ungdomshistorie (1851) illustrò come nel 1790 il giovane scultore danese Alberto Thorvaldsen studiasse il modello femminile attraverso degli esercizi pratici insieme agli studenti dell'Accademia di belle arti. Nel 1838 l'artista Constantin Hansen descrisse i pescatori nudi da lui visti lungo la Riviera di Chiaia come dei veri e propri modelli che richiamavano le figure bronzee dell'antichità.
In Svezia, i modelli di nudo maschile professionisti vennero introdotti alla Reale Accademia delle Belle Arti nel 1735, l'anno della sua fondazione, in modo che gli studenti dell'accademia potessero studiare il corpo umano e la muscolatura (in riposo o in movimento) dei soggetti. Fu solo più tardi, nel 1839, che anche le modelle di nudo femminile vennero ammesse all'Accademia. Le studentesse dell'Accademia, tuttavia, non furono autorizzate a raffigurare dei modelli di nudo maschile integrale fino al XX secolo, in quanto questi dovevano indossare delle mutande o dei veli per coprire i loro genitali.
All'epoca era ancora raro che una persona nobile posasse senza veli per un artista, pertanto, quando la nobildonna Paolina Bonaparte posò seminuda per la statua neoclassica di Antonio Canova che la raffigurava come Venere vincitrice, l'opera suscitò un certo scalpore. La scultura, realizzata tra il 1804 e il 1808, ritrae Paolina come la dea Venere sdraiata su un'agrippina e con una veste leggera che le avvolge la parte inferiore del corpo, caricando l'opera di un forte erotismo. Esiste comunque un dibattito ancora aperto sulla realizzazione dell'opera, dato che Paolina potrebbe aver realmente posato nuda così come il Canova potrebbe aver raffigurato solo la testa della nobildonna e averla posta su un corpo idealizzato (come aveva fatto il Botticelli secoli prima per la Nascita di Venere).

### Diciannovesimo secolo
(Stella Stollo, Le impressioni di Berthe, 2018)

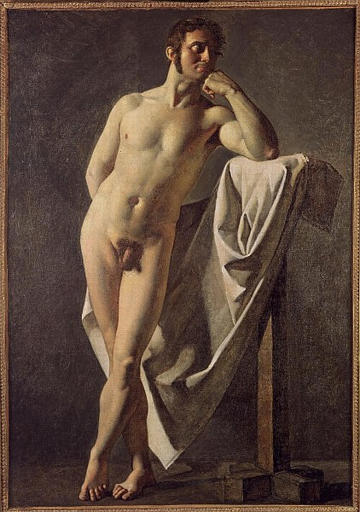
Uno studio di nudo maschile realizzato da Ingres nel 1801.

Nel diciannovesimo secolo il nudo accademico costituì una parte fondamentale dell'arte occidentale e dell'accademismo (art pompier in francese). In Francia, in particolare, molti artisti iniziarono a dipingere partendo da degli studi di nudo maschile fatti nelle accademie di arte (come Jean-Auguste-Dominique Ingres e William-Adolphe Bouguereau). Riprendendo il metodo di Raffaello, Ingres adoperava dei modelli professionisti per studiare la forma del corpo umano e in seguito aggiungeva le vesti dei personaggi in altri studi, la maggior parte dei quali fa parte delle collezioni del museo Ingres Bourdelle situato a Montauban.
Con la nascita della fotografia molti artisti cominciarono a passare dalle arti tradizionali a questa nuova forma d'arte, e nacquero anche i primi esempi di nudi fotografici, i quali, a differenza delle opere d'arte precedenti, raffiguravano direttamente il modello. Il francese Eugène Durieu, per esempio, realizzò delle fotografie destinate ad essere utilizzate come studi per dei dipinti (come alcuni realizzati da Delacroix, suo amico).
Wilhelm von Gloeden, noto in Italia come "il barone Guglielmo", fu un celebre fotografo tedesco che, tra la seconda metà dell'Ottocento e la prima metà del Novecento, realizzò molte fotografie di nudo artistico maschile. Queste fotografie raffiguravano dei modelli nudi siciliani (von Gloeden visse e morì a Taormina) immersi in un ambiente classicheggiante o che rimandava al concetto di Arcadia.

### Ventesimo secolo
Con il XX secolo i modelli di nudo vennero ampiamente utilizzati nel mondo della fotografia: Alice Prin, più nota con il soprannome "Kiki de Montparnasse", posò senza veli per vari artisti che vissero nella Parigi degli anni Venti, come Moïse Kisling, Julien Mandel e Man Ray, il quale la ritrasse ne Il violino d'Ingres.
Anche in ambito fotografico non era raro che un artista utilizzasse un parente come modello per le sue opere: la fotografa statunitense Imogen Cunningham è considerata la prima fotografa donna ad aver ritratto un uomo, suo marito Roi Partridge, in una fotografia di nudo artistico. Il pittore spagnolo Salvador Dalí prese molte volte come modella sua moglie Gala Éluard Dalí e la ritrasse senza veli nel dipinto Sogno causato dal volo di un'ape intorno a una melagrana un attimo prima del risveglio.

## Nella cultura di massa
Il film Inspiration del 1915, diretto da George Foster Platt e andato perduto, racconta la storia d'amore tra un artista (Thomas A. Curran) e una modella (Audrey Munson) che posa senza veli per lui. Questa pellicola è ricordata come una delle prime della storia del cinema a mostrare un nudo femminile integrale di genere non pornografico.